# Ларинская (Московская область)
Ларинская — деревня в муниципальном округе Егорьевск Московской области России. Входит в культурно-историческую местность Леоновщина.

## История
Впервые упоминается в Коломенской писцовой книге 1577—1578 годов в составе Крутинской волости Коломенского уезда как деревня Девелево в составе поместья И. М. Бутурлина. Первоначально селение располагалось возле д. Василёво, но около 1805 г. было перенесено на 3 версты к югу в связи с земельной теснотой. В 1627 г. деревня принадлежала вдове А. Бутурлиной. В д. Ларинской было 2 крестьянских и 1 бобыльский двор, угодья составляли 21 четь пашни худой земли, 10 копен сена, 3 десятины пашенного леса и 2 десятины непашенного леса. В начале XVIII в. — во владении Леонтьевых, затем — Еропкиной. В XIX в. селение принадлежало кн. Г. П. Гагарину, потом — В. Н. Анохину и В. А. Новосильцеву.
В 1870 г. в д. Ларинской было 195 ревизских душ, которые владели 315 десятинами пашни, 631 десятинами сенокоса, 25 дес. — выгонов, 20 дес. усадьб.
Входит в сельское поселение Саввинское.

## Демография
Население — 31 человек (2010).
| 1859 | 1868 | 1885 | 1905 | 1926 | 2002 | 2006 |
| ---- | ---- | ---- | ---- | ---- | ---- | ---- |
| 424  | ↗478 | ↗524 | ↘519 | ↘401 | ↘20  | ↘17  |
| 2010 |      |      |      |      |      |      |
| ↗31  |      |      |      |      |      |      |

## Экология
В настоящее время местными властями инициировано строительство полигона ТБО в непосредственной близости от деревни Ларинской. Работы начаты в июле 2011 году. Построена стена полигона и временное помещение для рабочих. Размещение полигона вызывает возмущение местных жителей, которые создали инициативную группу для противодействия строительству. Противниками полигона создан сайт в защиту природы деревни.